# Maienzug
Der Maienzug ist ein traditionelles Kinder- und Jugendfest in Aarau. Er findet jeweils am ersten Freitag im Juli statt und läutet das Ende eines Schuljahres ein. Höhepunkt ist der Umzug der Schuljugend durch die Stadt. Mit der Zeit entwickelte sich der über 400-jährige Brauch zu einem grossen Volksfest, das bereits am Donnerstag, dem Maienzug-Vorabend, beginnt.

## Geschichte
Die Ursprünge des Brauchs gehen auf das 16. Jahrhundert zurück. 1587 wurde in den Ratsprotokollen erstmals ein «Kinderen Umbzug» erwähnt, der wahrscheinlich einige Jahrzehnte früher entstanden war. Der Umzug stand im Zusammenhang mit der jährlichen Neubesetzung verschiedener städtischer Ämter Mitte Januar. Schüler und Lehrer der Lateinschule sowie der deutschen Schule zogen zum Rathaus, wo sie auf Kosten der Stadt verpflegt wurden. In der Schülerschar trieben maskierte Gestalten allerlei Schabernack. 1608 wurde der Kinderumzug auf die ersten Maitage verlegt. Lehrer und Geistlichkeit banden den fasnachtsähnlichen Mummenschanz im Laufe des 17. Jahrhunderts immer weiter zurück. Im Jahr 1700 setzten die Prädikanten schliesslich die Abschaffung des teilweise überbordenden Umzugs durch, da sie ihn für gotteslästerliches «Narrenwerk» hielten.
Um den Schulkindern die traditionelle Speisung nicht vorenthalten zu müssen, beschloss der Stadtrat 1707, diese mit dem weitaus bescheideneren Rueten gan «in die Ruten gehen» zu verbinden; neu fand er vierzehn Tage nach Pfingsten statt. Bei diesem in Aarau erstmals 1588 erwähnten Brauch wanderten die Schüler von Musikanten begleitet in den Wald, um dort Ruten – ein Züchtigungsmittel für ungehorsame Schüler – zu schneiden. Am Nachmittag fanden jeweils Spiele und Wettkämpfe statt. Allmählich setzte sich der Name «Maienzug» durch. Die Beziehung zum Rutenschneiden ging verloren – womöglich im Zusammenhang mit dem in den 1660er-Jahren erlassenen Verbot des «Meyen hauens» –, stattdessen rückte die kirchliche Feier (ähnlich der Solennität) in den Vordergrund. Bis ins 19. Jahrhundert hinein behielt der Maienzug seinen eher sakralen Charakter bei. Dann jedoch setzte eine allmähliche Säkularisierung des Brauchs ein und der Maienzug entwickelte sich, unter Beibehaltung einiger traditioneller Elemente, zu einem Volksfest weiter.
Seit dem 19. Jahrhundert konnte der Maienzug fünfmal nicht durchgeführt werden: 1817 wegen der Hungersnot im Jahr ohne Sommer, 1843 wegen des Einsturzes der hölzernen Aarebrücke, 1888 wegen einer Scharlachepidemie, 1944 wegen eines befürchteten (aber letztlich nicht eingetretenen) Luftangriffs im Zweiten Weltkrieg und 2020 wegen der COVID-19-Pandemie.

## Maienzug heute
Heute fällt der Maienzug mit dem Ende des Schuljahres in der ersten Juliwoche zusammen. Der Maienzug beginnt mit der Tagung der Wetterkommission auf der Zinne bei der Stadtkirche von Aarau. Auf dem Oberturm, einen Turm am Tor der Altstadt von Aarau, hangen nun an dem Entscheid des Wetterkomitees entsprechend die Schönwetter oder Schlechtwetterflagge. Um 7.00 Uhr folgen einige Kanonenschüsse, welche von dem Aarauer Hügel, dem Alpenzeiger, geschossen werden. Ausserdem spielen die Aarauer Kadetten und Tambouren an mehreren Orten in der gesamten Stadt. Später folgt der Umzug der Schulkinder, wobei die Mädchen traditionsgemäss weisse Kleider tragen, einen Blumenkranz auf dem Haar und einen Blumenstrauss in den Händen, während die Knaben (meist) schwarze Hosen und weisse Hemden mit einer angesteckten Blume – wenn möglich eine «Granate» (Blüte des Granatapfelbaums) – tragen. Die Umzugsroute beginnt im «Graben» nahe dem Oberen Turm und führt durch die Altstadt. Sie endet schliesslich seit 2023 im Leichtathletikstadion Schachen. Traditionell endete der Maienzug am Telliring, wo die Morgenfeier stattfand. Diese wurde aus Platzgründen in den Schachen verlegt. Die Feier umfasst kurze Ansprachen sowie musikalische und theatralische Darbietungen der Schulkinder. Am Mittag wird auf dem Maienzugplatz (ehemals auf dem Schanzhügel und in der Schachenhalle) ein Bankett durchgeführt, an dem Behördenvertreter, Eltern, Lehrer und Kinder teilnehmen. 2025 wurde die Besucherkapazität des Banketts wegen der grossen Nachfrage im Vorjahr von 4500 auf total 5400 Plätze erweitert. Am Nachmittag finden für die Schulkinder Spiele und sportliche Wettkämpfe statt.
Zu einem wichtigen Bestandteil des Festes hat sich der «Maienzug-Vorabend» entwickelt, der jeweils am Donnerstag vor dem Maienzug stattfindet. Dieses Volksfest in den Gassen der Altstadt wurde erstmals 1988 durchgeführt und richtet sich an ältere Jugendliche und Erwachsene. Ebenfalls zu einer Tradition hat sich das Chrutwäje Openair entwickelt, ein Musikfestival mit freiem Eintritt, das seit 1984 am Freitagabend im Rahmen des Maienzugs auf der Pferderennbahn Schachen stattfindet. Zum Maienzug gehören auch ein Lunapark mit Fahrgeschäften sowie Platzkonzerte verschiedener Musikvereine.
Andere aargauische Jugendfeste mit ähnlichen historischen Wurzeln finden in Brugg (Rutenzug), in Zofingen (Kinderfest) und in Lenzburg (Jugendfest) statt.

## Wortherkunft
Woher das Wort kommt, ist unklar. Womöglich stand der Brauch ursprünglich im Zusammenhang mit der jeweils im Mai stattfindenden öffentlichen Vorlesung und Beschwörung der städtischen Satzungen am Maiengeding, sodass im Bestimmungswort Mai in der Bedeutung des Monatsnamens stünde. Vielleicht handelt es sich beim Bestimmungswort aber auch um Maien in der Bedeutung «grünbelaubter Frühlingszweig von Birke oder Buche». Angesichts der erst späten Überlieferung der Wendung in Maien gan oder in Rueten gan (1607) ist auch eine spätere Umdeutung von der erstgenannten zur zweitgenannten Interpretation nicht auszuschliessen.